# Brzeźno (powiat aleksandrowski)
Brzeźno – wieś w Polsce położona w województwie kujawsko-pomorskim, w powiecie aleksandrowskim, w gminie Koneck.

## Podział administracyjny
W latach 1975–1998 miejscowość należała administracyjnie do województwa włocławskiego. Wieś sołecka – zobacz jednostki pomocnicze gminy Koneck w BIP.

## Demografia
W 1827 r. było tu 158 mieszkańców, a w roku 1885 było 201. W 2008 r. liczyło 185 mieszkańców. Według Narodowego Spisu Powszechnego (III 2011 r.) liczyło 186 mieszkańców. Jest piątą co do wielkości miejscowością gminy Koneck.

## Historia
Wieś z metryką sięgającą XIII wieku. W wieku XIX Brzeźno opisano jako wieś, nad jeziorem w powiecie nieszawskim, gminie Straszewo, parafii Ostrowąs. Własność biskupów kujawskich według dok. z 1250 r. (Ułanów. Dok. 187, 18).
W roku 1583 biskup płaci tu od 7 łanów kmiecych, 2 zagrodników i 2 komorników. W 1827 r. było tu 15 domów i 158 mieszkańców. W roku 1885 było tu 201 mieszkańców z 846 morgami (około 473,8 ha). Posiadała szkołę początkową.